# Richard Heyser

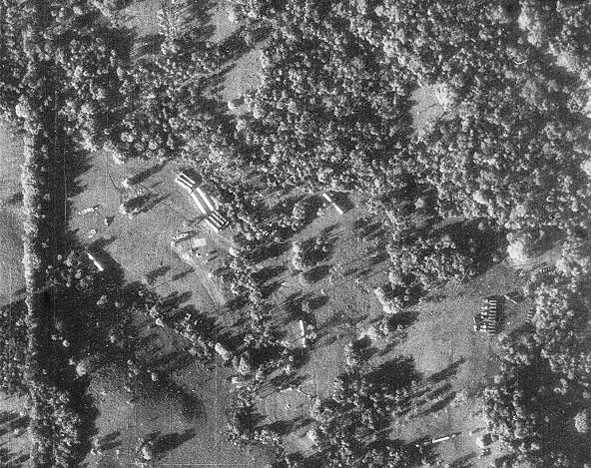
Una de les fotos dels míssils soviètics de Cuba fetes per Richard Heyser.

Richard S. Heyser (Apalachicola, Florida, 3 d'abril del 1927 – Port St. Joe, Florida, 6 d'octubre del 2008), fou un aviador militar nord-americà que l'octubre del 1962 fotografià les instal·lacions de míssils nuclears soviètics a Cuba. Les 928 fotos preses des de l'avió espia del major Heyser precipitaren la Crisi dels míssils quan el president Kennedy les feu públiques. La crisi acabà quan el líder soviètic Nikita Khrusxov ordenà la retirada dels seus míssils de Cuba.
Heyser declarà, en una entrevista per a Associated Press el 2005, que ningú havia quedat més alleujat que ell mateix quan la crisi va acabar pacíficament. Digué que no desitjava entrar a la Història com l'home que havia començat la Tercera Guerra Mundial.
Heyser morí als 81 anys, com a tinent coronel, en una residència a prop del lloc on havia nascut.